# Глухов, Иван Алексеевич (генерал-майор юстиции)
Иван Алексеевич Глухов (родился 13 сентября 1955 года) — бывший заместитель начальника ГУ МВД по городу Москве, с декабря 1999 года по июль 2012 года начальник Главного следственного управления, генерал-майор юстиции, кандидат психологических наук, входит в список Магнитского.

## Биография
Иван Алексеевич Глухов родился 13 сентября 1955 года в селе Глуховка Пичаевского района Тамбовской области (ныне в составе Гавриловского района). После армии Глухов переехал в Москву и в 1976 году начал служить в органах внутренних дел. В 1980 году он окончил Высшую следственную школу при МВД СССР по специальности «правоведение».
В 1983 году Глухов стал старшим следователем следственного отдела УВД Кировского райисполкома Москвы, а в 1988 году занял должность заместителя начальника следственного отдела УВД Гагаринского райисполкома столицы.
В 1993 году Глухов был назначен заместителем начальника УВД Восточного административного округа Москвы — начальником следственного отдела. В декабре 1999 года он перешел в ГУВД Москвы, заняв пост начальника Главного следственного управления ГУВД Москвы — первого заместителя начальника ГУВД, с 2001 года — заместителя начальника ГУВД. В 2002 году Глухов стал кандидатом психологических наук, защитив диссертацию на тему «Психологические особенности личности и профессиональной деятельности руководителей следственных органов».
В 2007 году имя Глухова фигурировало в прессе в связи с его попытками возбудить уголовное дело в отношении адвоката Павла Астахова. По мнению Глухова, роман Астахова «Рейдер» порочил честь сотрудников министерства внутренних дел: в частности, начальника столичного ГСУ возмутило упоминание в романе возможности нанять «ребят из Главного следственного управления», которые «за вполне умеренную плату… могли завести уголовное дело, провести обыски и совершенно разрушить всю систему защиты компании-жертвы». Прокуратура не нашла состава преступления в книге и отказала в возбуждении уголовного дела.
В апреле 2010 года был обнародован подготовленный Правительственной комиссией США по безопасности и сотрудничеству в Европе (Commission on Security and Cooperation in Europe) список лиц, причастных к смерти Сергея Магнитского, скончавшегося в СИЗО в ноябре 2009 года. Глухов, наряду с другими сотрудниками МВД, вошел в этот список.
В июне 2011 года в соответствии с законом «О полиции» Глухов прошел переаттестацию и указом президента России Дмитрия Медведева был назначен заместителем начальника ГУ МВД по городу Москве — начальником столичного ГСУ.
25 января 2012 года начальник ГУ МВД Москвы Владимир Колокольцев сообщил о строгом выговоре, объявленном Глухову министром внутренних дел Рашидом Нургалиевым за «серьезные недостатки в организации работы ГСУ», и предложил Глухову принять «соответствующие решения».
По информации от газеты «Коммерсантъ» 2 июля 2012 года Глухову было официально предложено подать в отставку, однако последний отказался это сделать, заявив, что его увольнение относится к компетенции президента. На следующий день пресс-служба ГУ МВД сообщила, что Глухов подал рапорт на отпуск с последующим увольнением. 28 июля 2012 года приказом президента Владимира Путина Глухов был освобожден от должности заместителя начальника ГУ МВД по городу Москве и начальника ГСУ.

## Награды
Глухов был награждён орденом Почета (1998 год), медалями «За безупречную службу» I, II и III степеней (2002 год). Ему было вручено наградное оружие (2001 и 2003 год). По данным на осень 2011 года, Глухов носил звание генерал-майора юстиции.

## Семья
У Глухова есть сын Денис, которого в прессе называли близким другом Максима Каганского (Коганского).